# Paradiancistrus lombokensis
Paradiancistrus lombokensis är en fiskart som beskrevs av Werner Schwarzhans och Møller 2007. Paradiancistrus lombokensis ingår i släktet Paradiancistrus och familjen Bythitidae. Inga underarter finns listade i Catalogue of Life.